# Handicap en Roumanie
Le handicap en Roumanie est depuis longtemps un problème, en particulier pour les enfants,  institutionnalisé car le handicap est généralement considéré comme quelque chose de honteux qui doit être caché,,,.

## Épidémiologie
En 2004, il y avait plus de 414 000 personnes handicapées en Roumanie.